# O Betlehem, du lilla stad
O Betlehem, du lilla stad är en julsång (julpsalm) skriven på engelska av Phillips Brooks från USA 1868 som O Little Town of Bethlehem. 1976 översattes sången till svenska av Anders Frostenson. I psalmens anslag återfinns profetorden i Mika, kapitel 5: "Men du Betlehem Efrata, som är så ringa för att vara bland Judas släkter, av dig skall åt mig utgå en som skall bli en furste i Israel, en vilkens härkomst tillhör förgångna åldrar, forntidens dagar."

## Melodier
1. Lewis Redner, organist i Brooks församling, tonsatte texten och denna version är den som är vanligast förekommande i USA[1] och i populärmusiksammanhang (Frank Sinatra, Nat King Cole, Mahalia Jackson, Elvis Presley, Dolly Parton, Mariah Carey, Carola, m.fl.)
2. I Storbritannien och i den amerikanska episkopalkyrkan används som melodi koralen ”Forest Green”, som bygger på en engelsk ballad som kallas ”The Ploughboy's Dream” och som arrangerats av Ralph Vaughan Williams. Sången publicerades första gången i den engelska psalmboken The English Hymnal with Tunes 1906.[2] Denna melodi är också upptagen i den svenska psalmboken som nr 115 med Anders Frostensons text.
3. Ytterligare en variant förekommer i Storbritannien. Den är komponerad av Sir Henry Walford Davies 1908[3] och kallas "Wengen" (eller ibland bara "Christmas carol"). Sången inleds med ett recitativ och ett solo för gossopran och orgel och avslutas med en körsats.[4]